# Джерело «В загороді»
Джерело «В загороді» — гідрологічна пам'ятка природи місцевого значення в Україні.

## Розташування
Пам'ятка природи розташована за 300 м від дороги Тернопіль-Соборне на території Чернелево-Руської сільської ради біля річки Гнізни в Тернопільському районі Тернопільської області.

## Пам'ятка
Статус пам'ятки отриманий за рішенням № 1043 Тернопільської обласної ради від 20 серпня 2010.
Площа — 0,01 га. Біля джерела встановлена фігура Богородиці, висаджені ялини, калина. Джерело обгороджене, огорожу місцеві мешканці пофарбували в патріотичні синьо-жовті кольори.

## Світлини

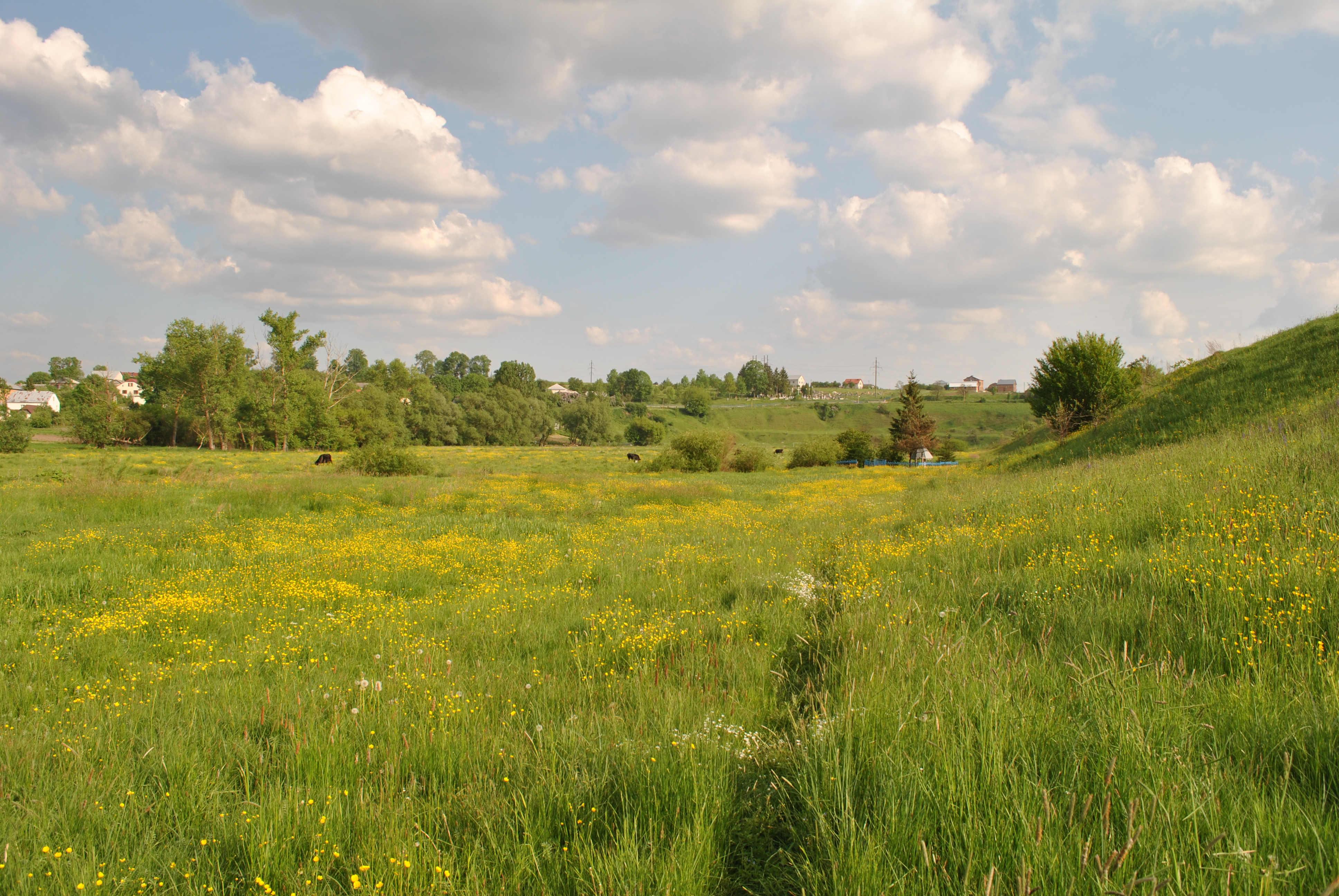
Вигляд на джерело
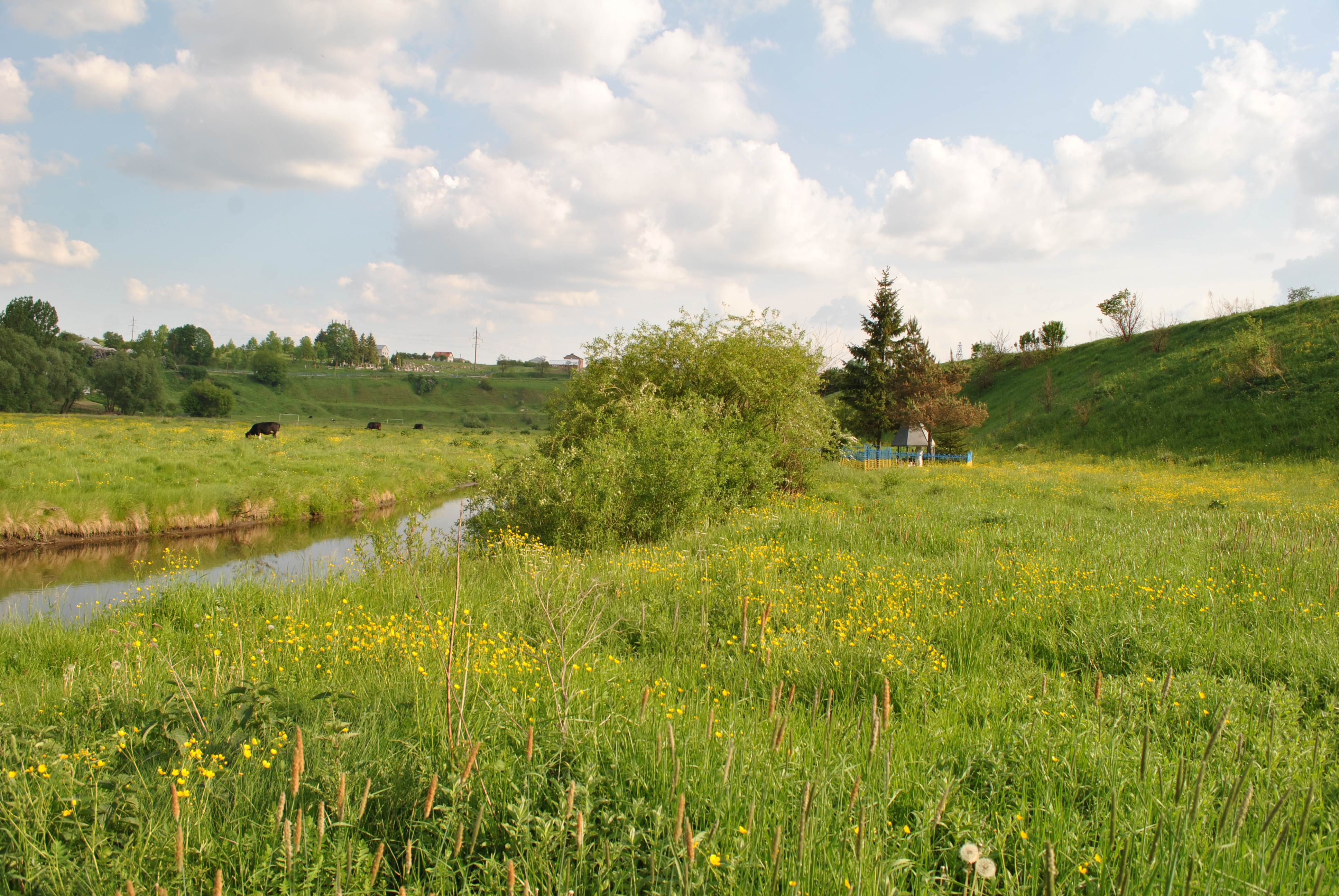
Вигляд на джерело
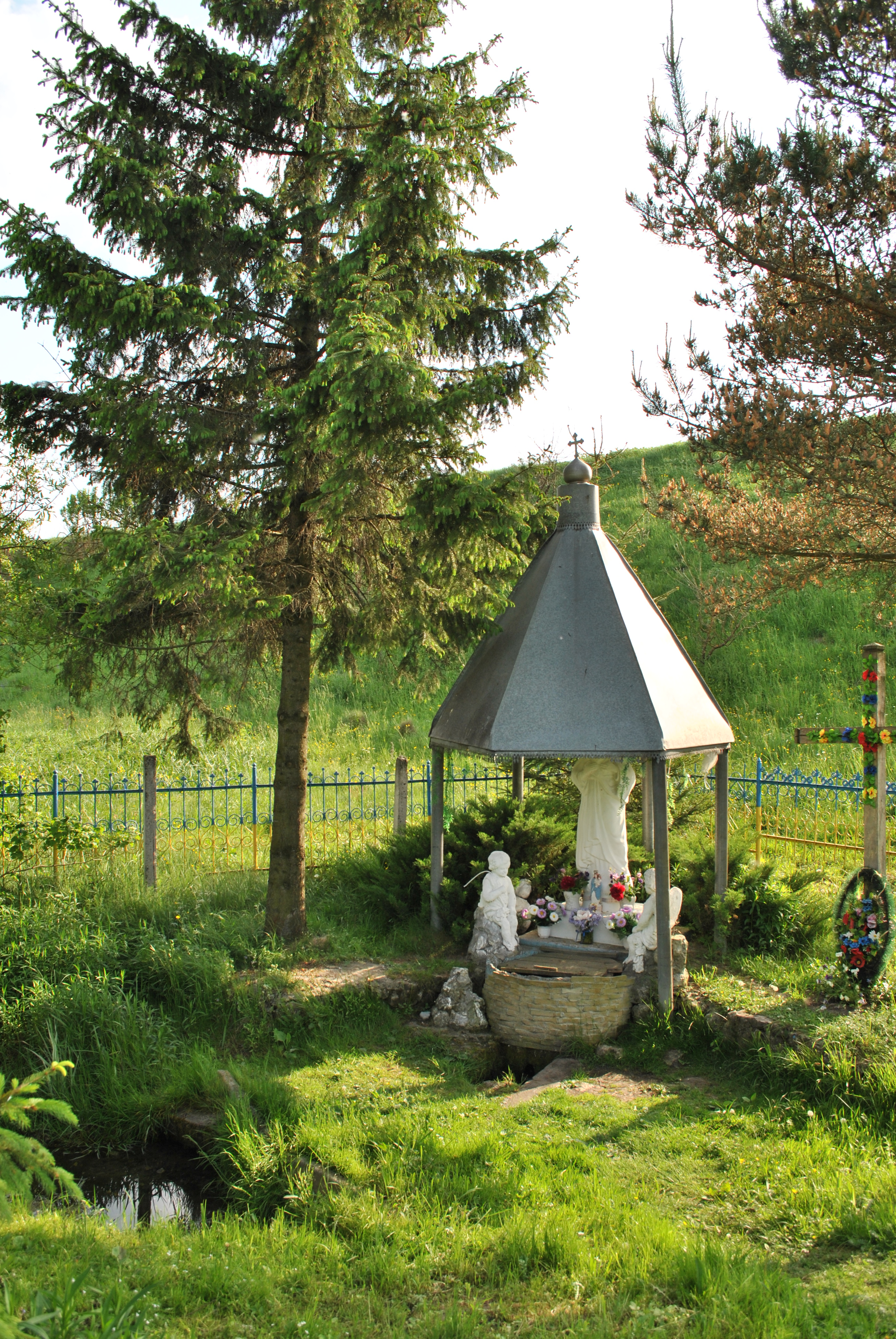
Джерело з фігурою Богородиці
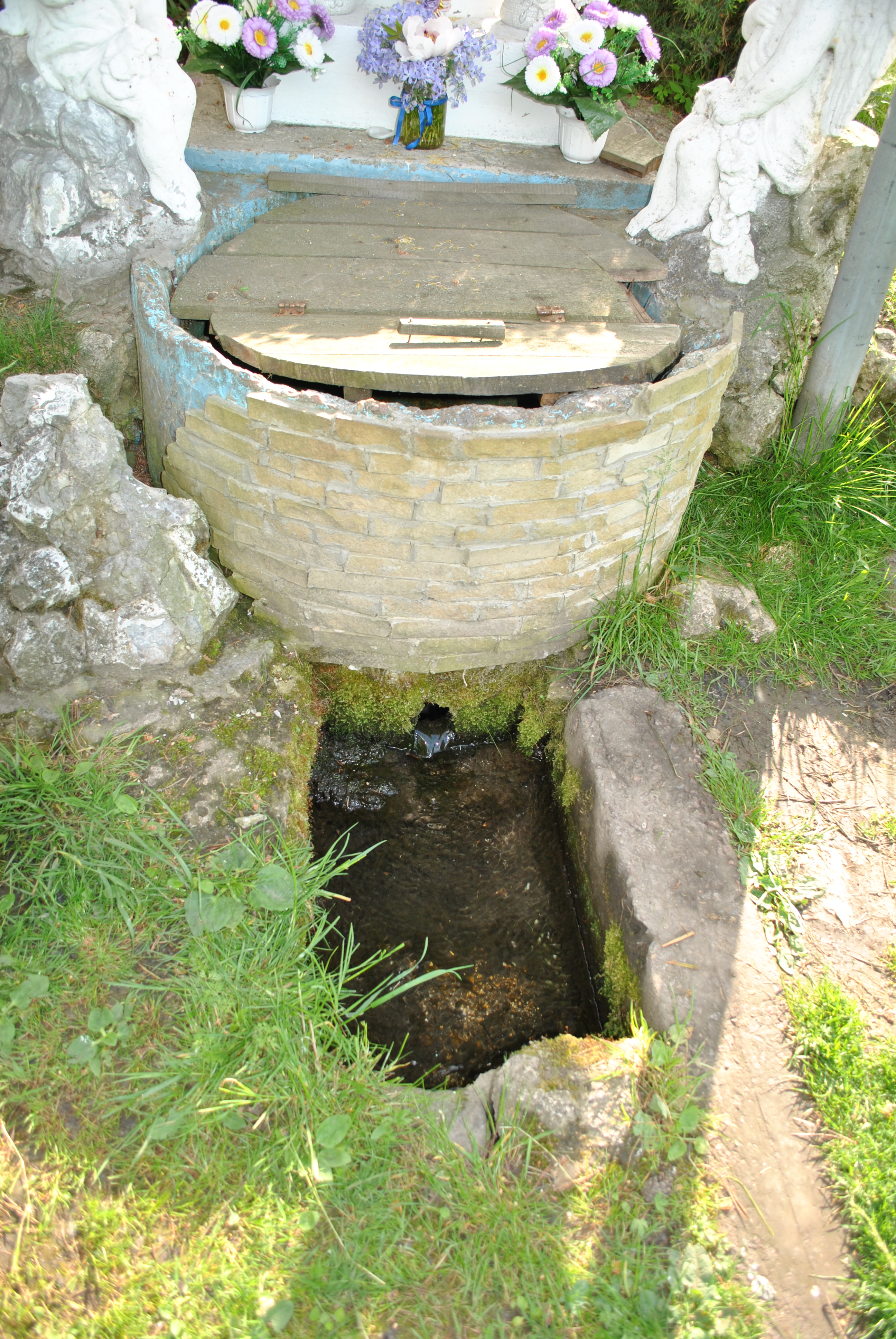
Джерело
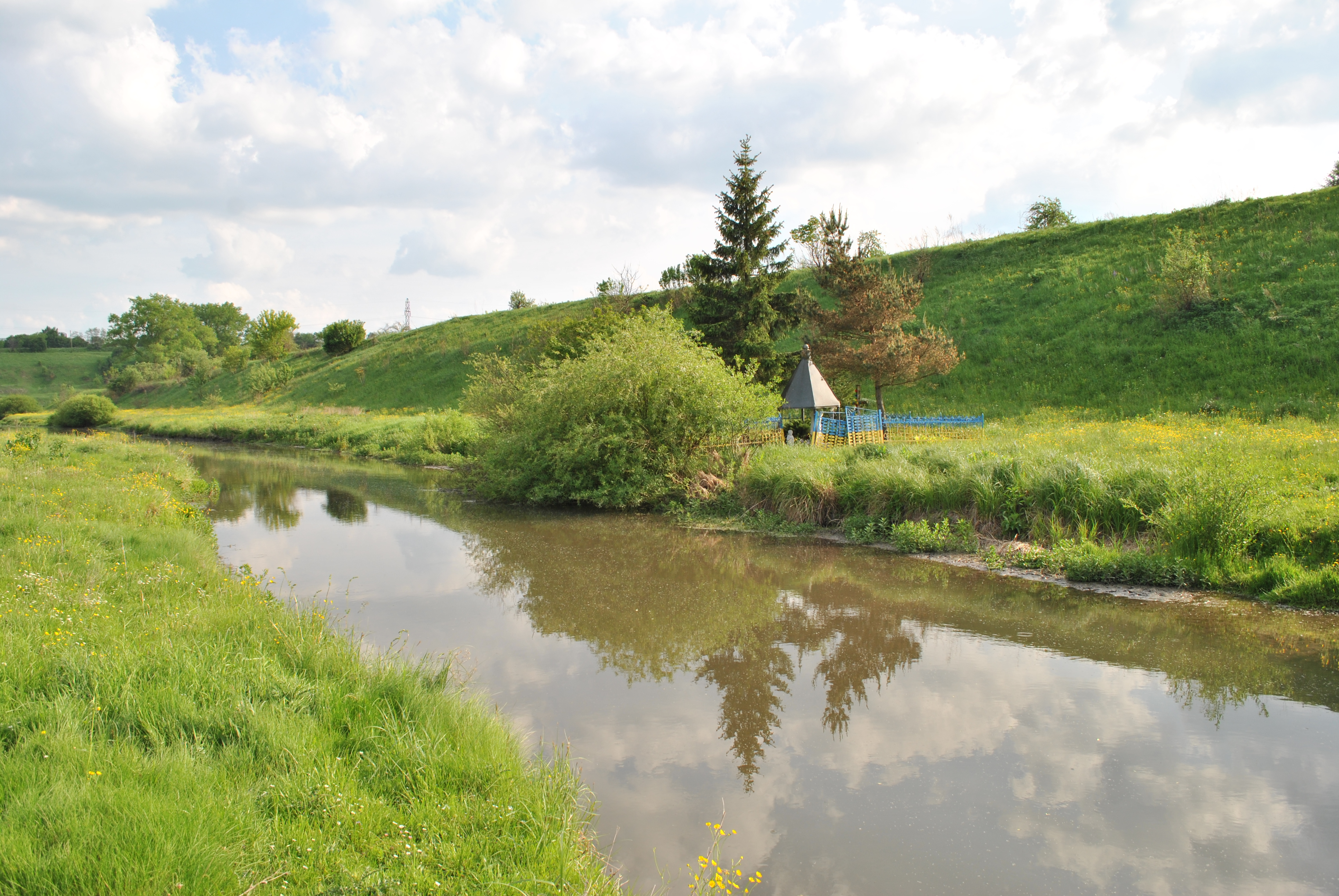
Вигляд на джерело з-за р. Гнізни
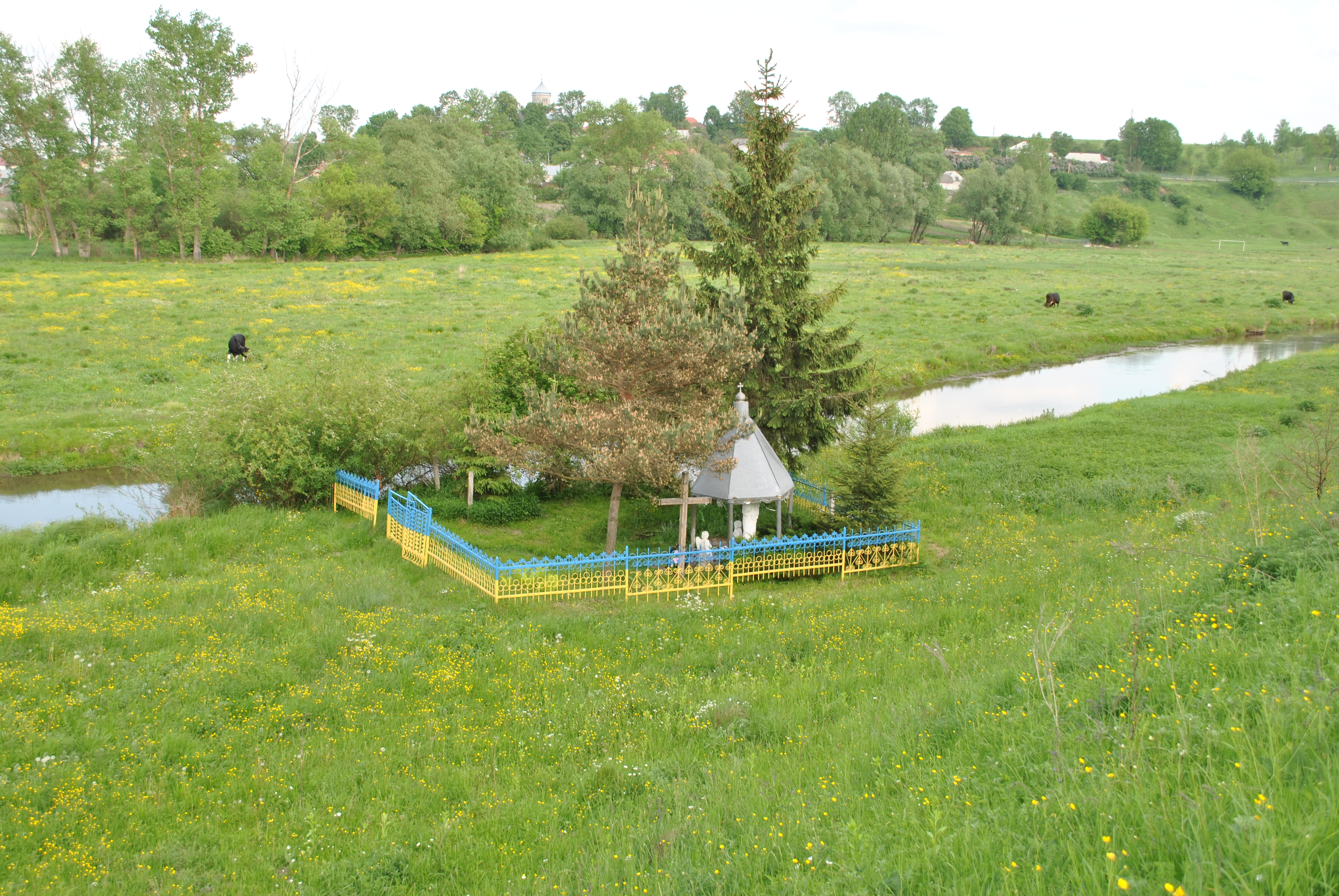
Вигляд на джерело і р. Гнізну